# Georg Christoph von Lüdinghausen-Wolff

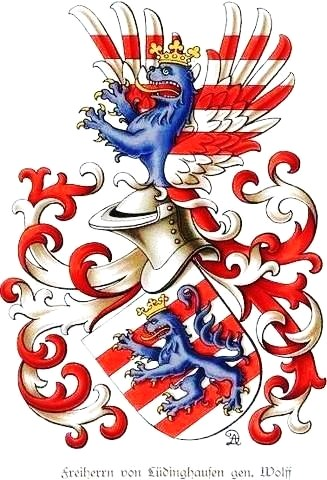
Stammwappen derer von Lüdinghausen genannt Wolff

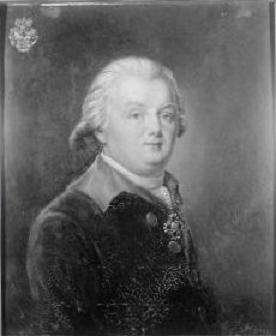
Georg Christoph von Lüdinghausen-Wolff

Georg Christoph von Lüdinghausen-Wolff (auch Georg Christoph von Lüdinghausen genannt Wolff oder Lüdinghausen Wolff; * 4. August 1751 in Sonnaxt, Kurland; † 10. Mai 1807 in Jungfernhof, Lettland) war der letzte Kanzler des Herzogtums Kurland und Semgallen, der erste Kanzler des Gouvernements Kurland und dessen Landhofmeister.

## Werdegang
Georg Christoph (Junior) stammte aus dem deutsch-baltischen Adelsgeschlecht derer von Lüdinghausen-Wolff. Er wurde zuerst auf dem häuslichen Gutshof unterrichtet und besuchte danach die Stadtschule in Mitau, die von Professor Matthias Friedrich Watson (1732–1805) geleitet wurde. Nach seinem Schulabschluss trat er im Dienstgrad eines Fahnenjunkers 1768 in das kaiserlich-russische Heer ein. 1774 war er Teilnehmer im Russisch-türkischen Krieg, danach verließ er im Range eines Majors die kaiserlichen-russischen Streitkräfte. Es folgte eine längere Studienreise, die in nach Polen, Deutschland, Frankreich und England führte.
Nach seiner Rückkehr war er kurländischer Deputierter auf mehreren Landtagen, 1790–1791 Landesdelegierter beim Reichstag in Warschau und 1791 in Berlin. Er war ein Gegner der Bürger-Union. Von 1793 bis 1794 war er zum Landbotenmarschall berufen. Als letzter herzoglicher Landbotenmarschall hielt er zum Schluss des Relazionslandtages (Relation) am 5. Februar 1794 eine Rede, mit der er das Amt des Landbotenmarschalls niederlegte. 1794/95 wurde er der letzte Kanzler im Herzogtum Kurland und Semgallen und ab 1795/96 der erste Kanzler des Gouvernements Kurland, einem der drei russischen Ostseegouvernements im Baltikum. Er begleitete Herzog Peter von Biron (1724–1800) im Jahre 1795 zu dessen Abdankung nach Sankt Petersburg und wurde 1797 zum russischen Geheimrat ernannt. Ab 1797 war er Bevollmächtigter der Kurländischen- und Piltschen Ritterschaft und führte die Abordnung zu den Krönungsfeierlichkeiten Zar Pauls I. in Moskau an. Von 1797 bis 1801 wurde er nochmals zum kurländischen Kanzler ernannt und war danach bis 1807 Landhofmeister des kurländischen Oberhofgerichts in Mitau, in diesem Amt wurde er mit dem Russischen Orden der Heiligen Anna dekoriert.
Er war Gutsbesitzer und ab 1806 Fideikommiss von Jungfernhof und Sonnaxt, Neu-Bergfried in Kurland, Brunowischek und Poniemon in Litauen. In Sonnaxt wurde auf seine Veranlassung eine Schule und Vorsängerei errichtet.

## Familie
Seine Eltern waren Georg Christoph von Lüdinghausen-Wolff (1726–1770) und Anna Gertrude geb. von Witten (1730–1794). Georg Christoph Jr. heiratete 1781 in Königsberg Wilhelmine von Witten aus Domnau in Preußen. Sie hatten zwei Söhne und eine Tochter:
- Christoph Wilhelm Ludwig von Lüdinghausen-Wolff (* 18. März 1783; † 23. Oktober 1822), verheiratet mit Emilia von Zoege von Manteuffel (* 1796) war Erbherr auf Jungfernhof in Kurland. Seine Erziehung und Schulausbildung genoss er im privaten Bereich seiner Großeltern auf Schloss Domnau in Preußen. Danach war er bis 1802 in Sankt Petersburg auf dem Institut des Abbé Nicolle und ging danach als Übersetzer und Dolmetscher nach Paris an die kaiserlich-russische Gesandtschaft. Er kehrte 1804 nach Kurland zurück, wurde Ritter des Malteserordens und lebte eine Zeit lang als Privatmann. Er wurde dann Bevollmächtigter der Oberhauptmannschaft und mit dem Orden des Heiligen Wladimir dekoriert. 1817 wurde er zum Rat in der kurländischen Gouvernementsregierung und 1818 zum Kollegienassessor ernannt. Noch auf dem Sterbebett konvertierte er zum römisch-katholischen Glauben.[6]
- Anna Ludowika (1788–1824), verheiratet mit Wincenty Raczyński (1771–1857)[7]
- Leopold Baron von Lüdenhausen (1792–1863), verheiratet mit Ida Eleonora von Buddenbrock (1795–1873)